# Johann Jakob Bodmer

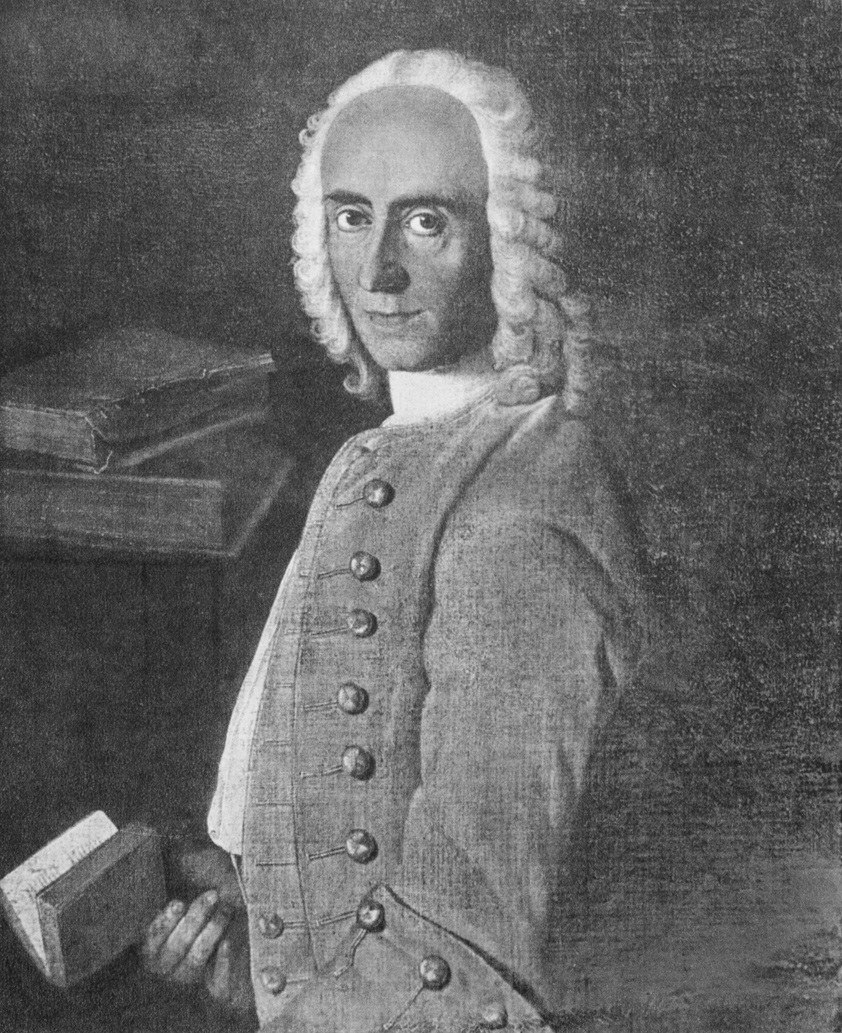
Johann Jakob Bodmer.

Johann Jakob Bodmer (Greifensee, 19 de julio de 1698-Gut Schönenberg, cerca de Zúrich, 2 de enero de 1783) fue un escritor, crítico y filólogo suizo.
Hijo del pastor protestante Hans Jakob Bodmer y de Esther Orell, después de haber asistido a la Escuela Latina y el Colegio Carolinum de Zürich, donde estudió teología, en un principio unió sus intereses literarios e históricos a la actividad del comercio de la seda.
En 1720 conoce a Johann Jakob Breitinger, con el cual fundó la Sociedad de pintores, en 1721 la revista Die Discourse der Mahlern -que, cerrada en 1723, prosiguió en 1746 como Der Mahler der Sitten– y la Sociedad de Historia en 1727. En 1732 tradujo El paraíso perdido de Milton, que generó una gran interés por la literatura inglesa en Suiza y Alemania.
Sus escritos, críticas contra la Escuela de Leipzig de Johann Christoph Gottsched, exaltan el elemento de lo maravilloso y lo fantástico en la literatura. Además de su interés por Milton, exalta la literatura medieval, con lo que se convierte en un precursor del Romanticismo. En cierta medida, el debate entre Gottsched, de un lado, y Bodmer y Breitinger, por otro, es una variante alemana de la Querelle des Anciens et des Modernes en Francia.
Bodmer se relacionó con autores como Klopstock, Wieland, Kleist, Goethe, Heinse, etc. 
Desde 1725 enseñó como suplente en el Carolinum, donde de 1731 a 1775 obtiene la cátedra de Historia Suiza. En 1734 fundó, con su sobrino Konrad Orell y con Konrad von Wyss, la editorial Orell & C., y en 1747 entró a formar parte del Gran Concejo (Grosser Rat) de Zúrich. 
Sus escritos más importantes son el Tratado crítico sobre lo maravilloso en poesía (Von dem Wunderbaren in der Poesie, 1740) y Consideraciones críticas sobre las pinturas poéticas de los escritores (Kritische Betrachtungen über die poetischen Gemählde der Dichter, 1741), en la que abogaba por la libertad de la imaginación frente a la limitación impuesta por el clasicismo francés. Las epopeyas de Bodmer Die Sundflutz (1751) y Noé (1751) son débiles imitaciones del Mesías de Klopstock, resultando totalmente deficientes en cualidades dramáticas. Su más valioso servicio a la literatura alemana lo hizo con las ediciones de los Minnesänger y parte del Nibelungenlied. 

## Obras
- Del influjo y del uso de la imaginación, 1727.
- Biblioteca suiza, 1735.
- Tratado crítico sobre lo maravilloso en poesía, 1740.
- Consideraciones críticas sobre las pinturas poéticas de los escritores, 1741.
- Cartas críticas, 1746.